# Rejon Quba
Rejon Quba (azer. Quba rayonu) – rejon w północno-wschodnim Azerbejdżanie. 